# John Crammond
John Crammond   (Egremont, 5 de juliol de 1906 - Sevenoaks, 18 de setembre de 1978) fou un esportista anglès especialitzat en tobogan que va competir durant les dècades de 1930 i 1940.
Corredor de borsa, va servir a la Royal Air Force durant la Segona Guerra Mundial. El 1948 va prendre part en els Jocs Olímpics d'Hivern que es van disputar a Sankt Moritz, on guanyà la medalla de bronze en la competició de tobogan. Un cop retirat es dedicà a navegar a navegar amb el seu vaixell pel Mediterrani i a fer de periodista d'esports d'hivern pel The Observer.